# Clare W. Graves
Clare W. Graves (ur. 21 grudnia 1914 w New Richmond w stanie Indiana, zm. 3 stycznia 1986) – profesor psychologii w Union College, twórca teorii poziomów wartości Gravesa zwanej później "Spiral Dynamics". Zmarł w swoim domu w Rexford w wieku 71 lat. Jego żoną była Maria Huff, z którą miał dwoje dzieci: Susan i Roberta.

## Wykształcenie
Clare W. Graves studiował początkowo na Uniwersytecie Michigan w latach 1933–34 i 1936–37. Ukończył Union College w Nowym Jorku w 1940 roku, otrzymując tytuł licencjata. Magisterium i doktorat z dziedziny psychologii uzyskał na Western Reserve University w Cleveland w stanie Ohio, gdzie wykładał przez 3 lata. W 1948 roku wrócił na macierzystą uczelnię, Union College, gdzie zaczął wykładać jako profesor nadzwyczajny. W 1956 roku został awansowany na profesora zwyczajnego. Zły stan zdrowia spowodował, że w 1978 roku Clare W. Graves przeszedł na emeryturę.

## Kariera zawodowa
Dr Graves był członkiem wielu stowarzyszeń zawodowych, m.in. Amerykańskiego Towarzystwa Psychologicznego (ang. American Psychological Association) oraz Amerykańskiego Stowarzyszenia Rozwoju Nauki (ang. American Association for the Advancement of Science). Jako specjalista w dziedzinie teorii osobowości i jej zastosowania w różnych dziedzinach, Clare W. Graves zatrudniany był jako konsultant dla wielu agencji rządowych, instytucji i przedsiębiorstw. W latach 1943–48 pracował m.in. dla Dresser Industries, Apex i Alcoa. W 1948 roku pełnił funkcję doradcy ds. problemów klinicznych w sądzie dla nieletnich w stanie Nowy Jork. W latach 50. i 60. XX wieku pracował również w Centrum Rehabilitacji w Schenectady oraz w Departamencie Stanu Cywilnego w Nowym Jorku.

## Wybrane publikacje
- "The Deterioration of Work Standards" Harvard Business Review, Sept./Oct 1966, Vol. 44, No. 5, pp. 117-126
- "Levels of Existence: An Open System Theory of Values," Journal of Humanistic Psychology, Fall, 1970. Vol. 10 No. 2, pp.131-155
- "Human Nature Prepares for a Momentous Leap" The Futurist, April, 1974, pp. 72-87